# Czerwony Dwór (Gdańsk)

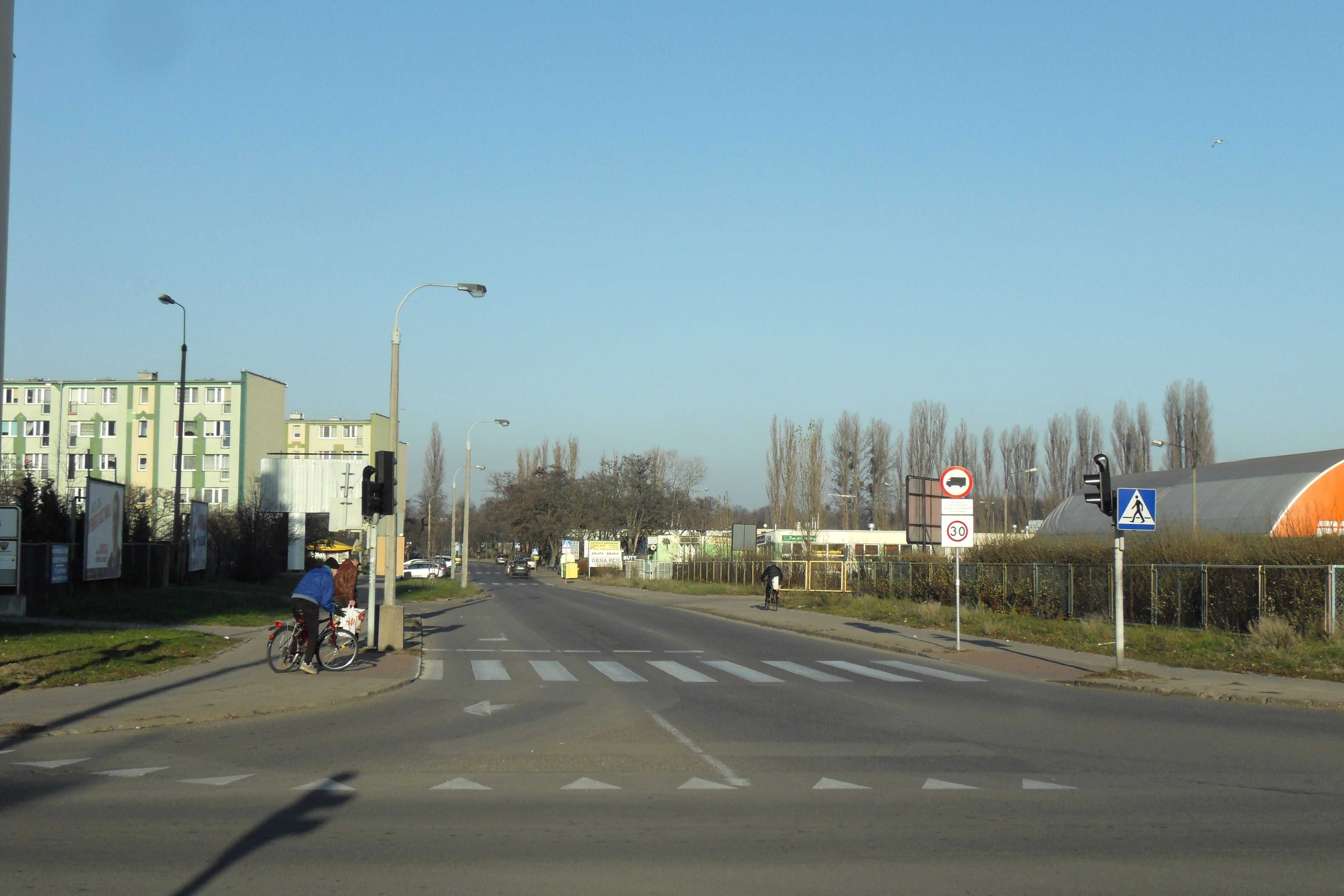
Czerwony Dwór

Czerwony Dwór (kaszb. Czerwòny Dwòr lub też Czërwony Dwór, niem. Rothhof względnie Rothof) – nieformalna część Gdańska, w dzielnicy Przymorze Wielkie.
Czerwony Dwór jest jednym z czterech dawnych dworów, należących do jednostki morfogenetycznej Zaspa, która została przyłączona w granice administracyjne miasta w 1914. Czerwony Dwór należy do okręgu historycznego Port.

## Nazwa
28 marca 1949 r. ustalono urzędową polską nazwę miejscowości – Czerwony Dwór, określając drugi przypadek jako Czerwonego Dworu, a przymiotnik – czerwonodworski.

## Położenie
Osiedle położone jest na północno-zachodnim krańcu dawnej miejscowości Zaspa i na północnym krańcu dzielnicy Przymorze Wielkie. Obejmuje rejon odcinka współczesnej ul. Lecha Kaczyńskiego, między ulicami Piastowską i Jagiellońską. Obecnie, podobnie jak całą zamieszkaną część dzielnicy Przymorze Wielkie, obszar Czerwonego Dworu zajmują bloki mieszkalne. Na północny wschód od Czerwonego Dworu znajduje się nadmorski park im. Ronalda Reagana.
W Gdańsku znajduje się również ulica Czerwony Dwór, jednakże jest ona położona kilka kilometrów dalej, w ramach dzielnicy Przymorze Małe.